# Scinax nebulosus
Scinax nebulosus é uma espécie de anfíbio da família Hylidae. Pode ser encontrada na Venezuela, Guiana, Suriname, Guiana Francesa, Brasil e Bolívia.